# Classe Rubis
La classe Rubis (in passato conosciuta anche come SNA 72 e classe Provence) è una classe composta da 6 sottomarini nucleari d'attacco (in francese: sous-marins nucléaires d'attaque (SNA)) di 1ª generazione. Essi sostituiscono i sottomarini convenzionali della classe Agosta. Gli SNA della classe Rubis sono in servizio nella Marine nationale francese e sono i più compatti sottomarini nucleari militari al mondo. Questa classe è stato concepita per la lotta antisommergibile in profondità, la sorveglianza delle navi e l'intelligence elettronica.

## Storia
Con l'ingresso in servizio degli SNLE della classe Le Redoutable nella Marine nationale negli anni 70, si decide per le forze sottomarine la costruzione di una classe di SNA utilizzando la stessa tecnologia di propulsione, ma riprendendo, per questioni economiche, la forma dello scafo della classe Agosta. Questo « Agosta a propulsione nucleare » è inizialmente conosciuto col nome di SNA 72 e successivamente come classe Provence (i due sottomarini successivi dovevano chiamarsi Bretagne e Bourgogne), prima di essere ribattezzati sotto la presidenza di Valéry Giscard d'Estaing.
Questi sono gli SNA più compatti al mondo, cosa che ha causato alcune difficoltà per integrarvi il reattore nucleare ad acqua pressurizzata K 48.
Il primo sottomarino su consegnato nel 1983 e ha ripreso il nome del suo illustre predecessore, il Rubis (della classe Saphir, che fece parte delle FNFL e che fu anche Compagnon de la Libération. Il terzo della serie non porta il nome di una pietra preziosa ma riprende quello del Casabianca, un sommergibile da 1.500 t. che riuscì a sfuggire all'autoaffondamento della flotta francese a Tolone e che si distinse nel Mediterraneo durante la seconda guerra mondiale.
Impiegati essenzialmente, ma non esclusivamente per delle operazioni di lotta antisommergibile a profitto della dissuasione, dopo la creazione della force océanique stratégique, il ventaglio di impieghi degli sottomarini d'attacco si è allargato durante gli anni 90 con l'aggiornamento dei sottomarini nucleari d'attacco che possono ormai agire a profitto dei gruppi aeronavali o dell'azione navale.
La presenza di uno SNA francese al largo delle bocche di Cattaro ha bloccato la marina della Repubblica Federale di Jugoslavia durante la guerra del Kosovo nel 1999. Durante l'operazione Harmattan al largo della Libia nel 2011, tre SNA si solo alternati in missioni di intelligence.

## Aggiornamento
La forma dello scafo dei Rubis, non molto profilata, creava delle perturbazioni sonore che disturbavano il sonar ad alte velocità. Si decise quindi un aggiornamento detto « AMETHYSTE » ( AMElioration Tactique HYdrodynamique, Silence Transmission, Ecoute ) a partire dal 5º sottomarino. I primi quattro furono poi aggiornati a questo standard nel 1989 e 1995, che include una forma dello scafo « Albacore », un ponte passerella avvolgente e una cupola radar profilata.

## Sottomarini
Benché all'inizio si immaginava, quando fu lanciato il programma, di costruire fino a 8 sottomarini, alla fine solo 6 furono effettivamente realizzati:
| Nome                      | Matricola | Impostazione      | Completamento      | Entrata in servizio |
| ------------------------- | --------- | ----------------- | ------------------ | ------------------- |
| Rubis (ex Provence)       | S 601     | 11 dicembre 1976  | 7 luglio 1979      | 23 febbraio 1983    |
| Saphir (ex Bretagne)      | S 602     | 1º settembre 1979 | 1º settembre 1981  | 6 luglio 1984       |
| Casabianca (ex Bourgogne) | S 603     | 19 settembre 1981 | 22 dicembre 1984   | 13 maggio 1987      |
| Émeraude                  | S 604     | 4 marzo 1983      | 12 aprile 1986     | 15 settembre 1988   |
| Améthyste                 | S 605     | 31 ottobre 1984   | 14 maggio 1988     | 20 marzo 1992       |
| Perle                     | S 606     | 27 marzo 1987     | 22 settembre 1990  | 7 luglio 1993       |
| Turquoise                 | S 607     | 1986              | annullato nel 1992 | -                   |
| Diamant                   | S 608     | 1991              | annullato 1992     | -                   |

## Caratteristiche
I sottomarini nucleari hanno due equipaggi (blu e rosso) che si alternano ogni quattro mesi circa. Il numero totale di equipaggi che è di 10, era passato temporaneamente a 9 negli anni 2000.
I loro scafi in acciaio « 80 HLES » ad alto limite elastico permettono un'immersione massima superiore a 300 metri. la cupola sonar e la parte superiore che ospita il periscopio sono in materiali compositi.
I Rubis sono equipaggiati di un sistema di combattimento informatizzato « TITAC » che centralizza il rilevamento sottomarino, il trattamento delle informazioni e il lancio delle armi (direction de lancement « DLA ») ; di un sistema di aiuto al comando « SEAO/OPSMER » ; di un sistema di comunicazioni satellitari « Syracuse 2 », di un sistema di navigazione integrato con due centrali inerziali « Minicin » di Sagem.
L'apparato propulsivo comprende:
- un reattore nucleare  « K 48 » da 48 MW termici, costituito da un insieme reattore-scambiatore che fornisce il vapore a due turbo-alternatori. Questo reattore può offrire una potenza considerevole, corrispondente alle velocità attuali, in circolazione primaria naturale, aggiungendo così la discrezione all'autonomia energetica di lunga durata che il reattore dà al sottomarino;
- un motore elettrico principale;
- un gruppo generatore elettrico-motore diesel « SEMPT Pielstick 8 PA 4 V 185 SM » da 650 CV (480 kW) con un motore elettrico ausiliario da 500 kW, per permettere di assicurare una propulsione di emergenza nel caso di indisponibilità del reattore nucleare.

Améthiste non è solamente il nome del 5º sottomarino nucleare d'attacco, sul quale modello sono stati aggiornati i primi quattro sottomarini tra il 1989 e il 1995, ma anche un acronimo che sta per « Amélioration tactique, hydrodynamique, silence, transmission, écoute » (dal francese: Miglioramento tattico, idrodinamico, silenziosità, trasmissione, ascolto).
La durata di vita prevista è di 25 anni, e dei lavori gli devono permettere di durare una decina di anni supplementari. Una nuova classe, la classe Suffren, dovrà rimpiazzarli a partire dal 2018, il secondo esemplare è previsto per il 2020, i 5 Rubis rimanenti avranno a questa data più di 30 anni.

## Disponibilità
Un rapporto dell'Assemblée nationale francese nota che « nel 2008, la disponibilità delle navi della marina nazione è rimasta globalmente buona », salvo per sottomarini della classe Rubis, « che cominciano ad accusare un'età avanza ». Il tasso di disponibilità è così passato dal 55,5% nel 2006 al 47,9% nel 2007 e infine a 39,7% nel 2008. Nel 2012, il tasso di disponibilità è de 55%.
Sui sei sottomarini, due sono fermi per riparazioni, più o meno lunghe; due sono dedicati alla protezione degli SNLE nel quadro della dissuasione nucleare. Restano solo due sottomarini per effettuare le missioni convenzionali, tra cui la protezione del gruppo aeronavale.

## Esportazione
Nel 1978, il  Livre blanc sur la défense canadien immaginava l'acquisizione, con trasferimento tecnologico nel corso dei successivi 20 anni, di una flotta di 10 a 12 sottomarini nucleari d'attaco della classe Rubis o della classe Trafalgar britannica. Il programma intendeva dotare il Canadian Forces Maritime Command di capacità di manovra su tre oceani e, in particolare, di stabilire le rivendicazioni territoriali canadesi sulle acque e il sottosuolo dell'Artico. Il progetto, che doveva essere confermato prima dell'estate 1988 con la scelta del tipo di sottomarino, è alla fine abbandonato in occasione del voto sul budget nell'aprile 1989.

## Galleria d'immagini

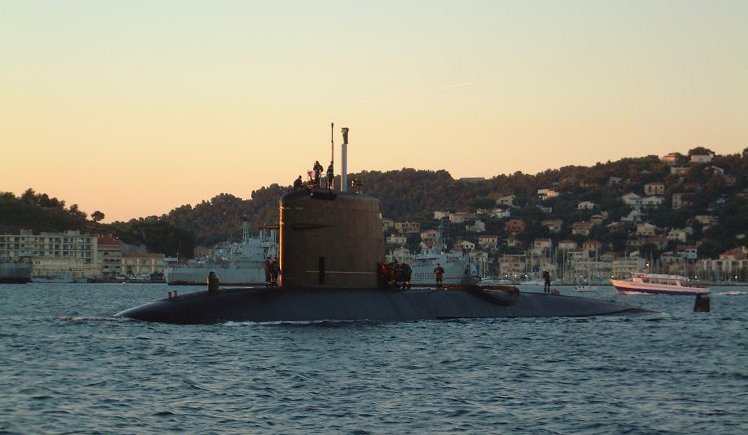
Rubis (S 601)
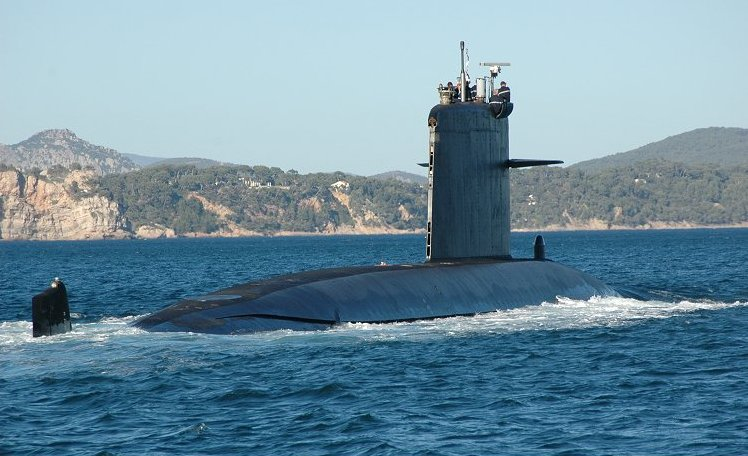
Saphir (S 602)
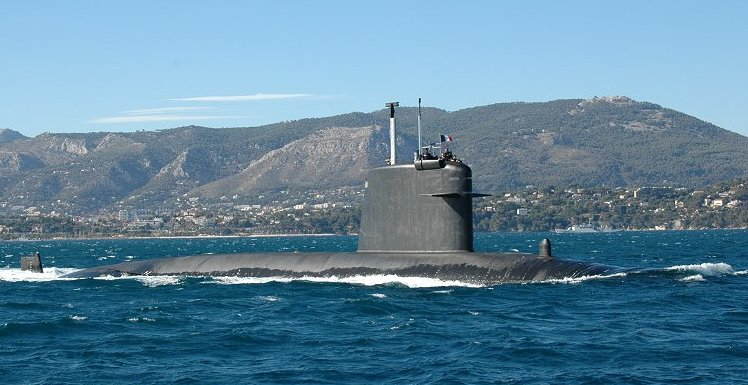
Casabianca (S 603)
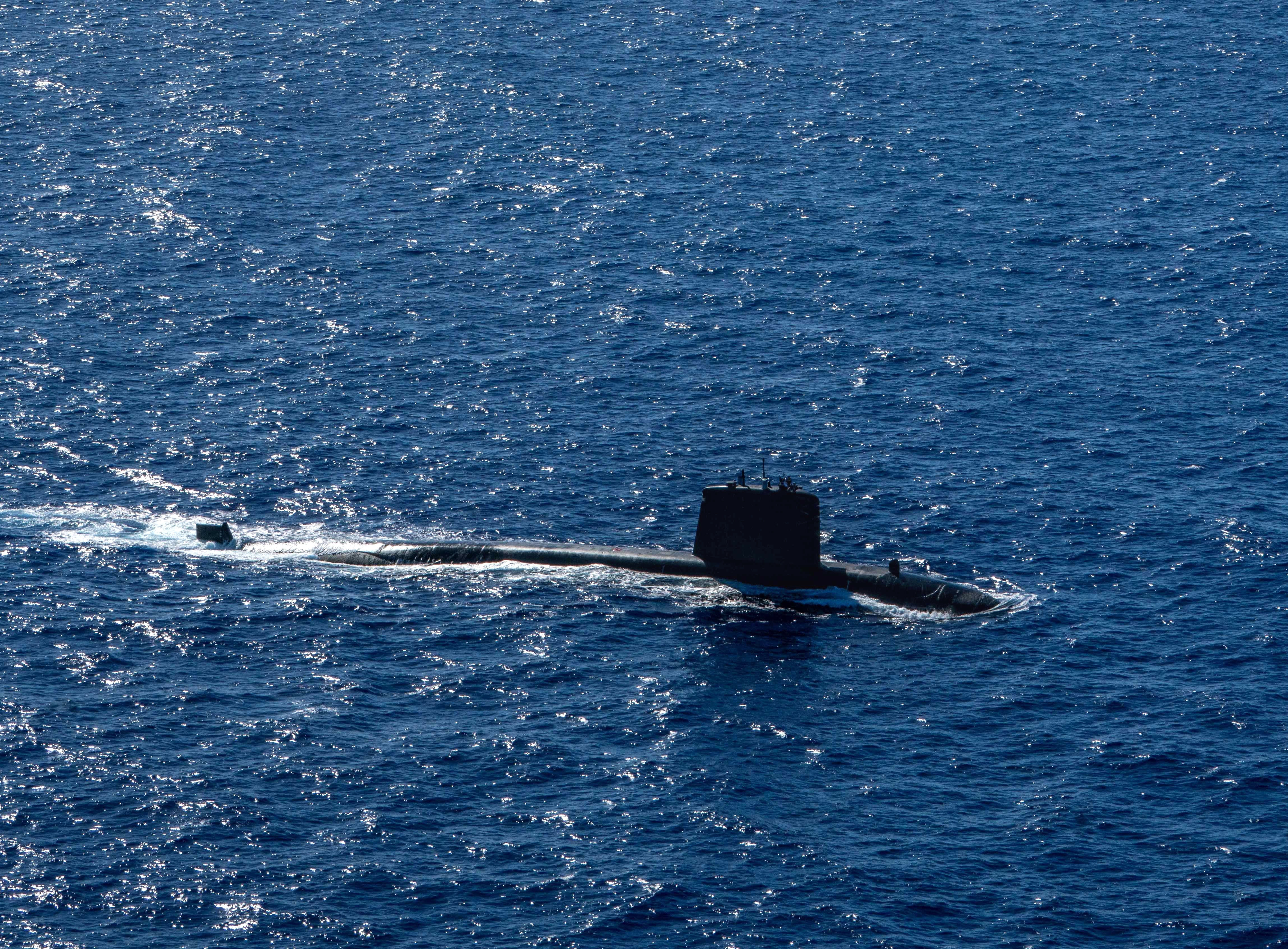
Émeraude (S 604)
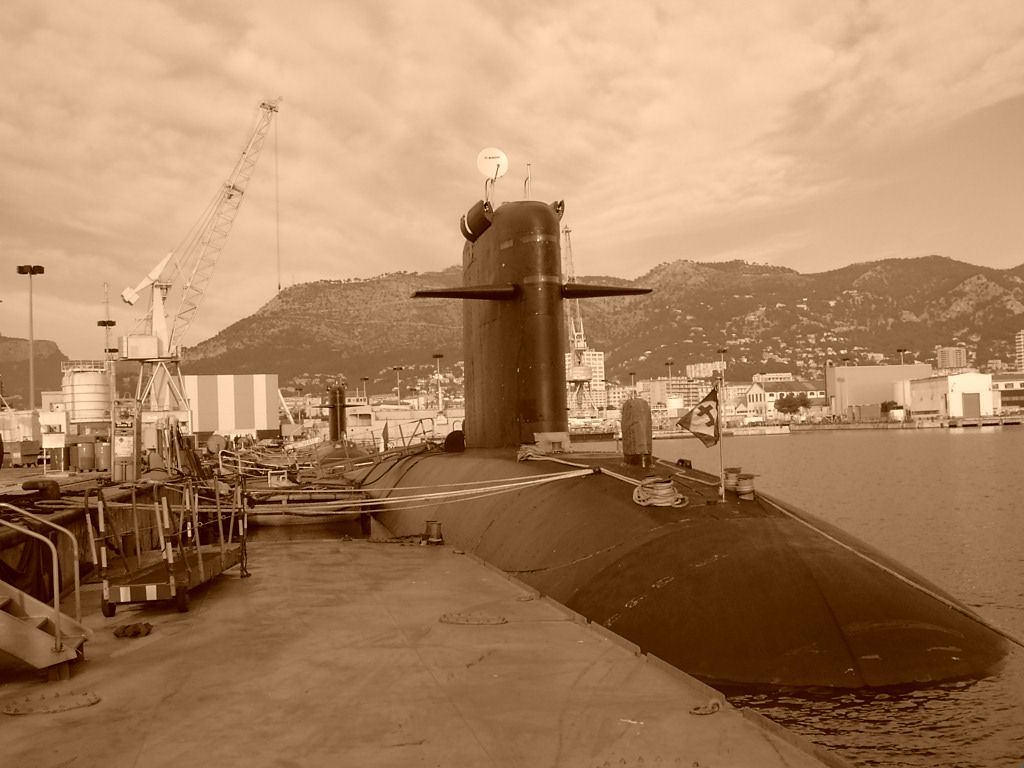
Améthyste (S 605)
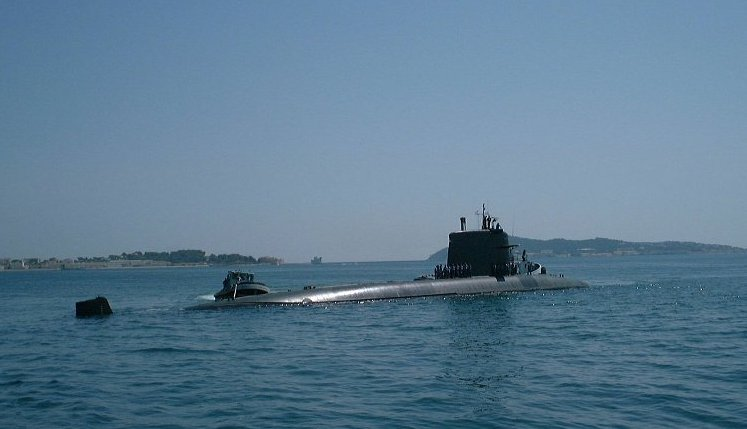
Perle (S 606)